# Sophira biangulata
Sophira biangulata es una especie de insecto del género Sophira de la familia Tephritidae del orden Diptera.

## Historia
Meijere la describió científicamente por primera vez en el año 1924.